# Roberto Carlos (chanteur)
Pour les articles homonymes, voir Carlos et Roberto Carlos.
Roberto Carlos Braga, dit Roberto Carlos, est un chanteur, compositeur, acteur et homme d'affaires brésilien né le 19 avril 1941 à Cachoeiro de Itapemirim au Brésil.
Roberto Carlos est l'artiste solo avec le plus d'albums vendus dans l'histoire de la musique populaire brésilienne. Ses disques se sont vendus à plus de 140 millions d'exemplaires et ont établi des records de ventes. Outre le portugais, il a chanté en espagnol, anglais, italien et français.

## Biographie
Né à Cachoeiro de Itapemirim dans l'État de Espírito Santo, Roberto Carlos est le quatrième et dernier enfant de l'horloger Robertino Braga et de la couturière Dona Laura Moreira Braga. Les frères et sœurs de Roberto Carlos sont Lauro Roberto Braga, Carlos Alberto Braga et Norma Moreira Braga, que Roberto Carlos surnommait tendrement de Norminha. La famille Braga habitait dans le quartier de Recanto, dans une maison modeste.
Surnommé en tant qu'enfant Zunga, Roberto Carlos apprend à jouer de la guitare et du piano tout d'abord avec sa mère puis par la suite dans le Conservatoire musical de Cachoeiro do Itapemirim. Son idole à cette époque était Bob Nelson, un chanteur toujours déguisé en cowboy et qui chantait des chansons du genre country en portugais.
Poussé par sa mère, Roberto Carlos chante pour la première fois à neuf ans dans une émission pour enfants de la Rádio Cachoeiro de Itapemirim. Il se présente en chantant Amor y más amor. Roberto Carlos s'impose et finit premier - en gagnant un paquet de bonbons. Deux semaines plus tard, le dimanche, il s'impose à nouveau. Zunguinha se rend alors tous les dimanches pour chanter une chanson à la radio.

### Carrière musicale
En 1957, Roberto Carlos forme le groupe The Sputniks avec Tim Maia, Edson Trindade, José Roberto « China » et Wellington Oliveira.
Après une apparition à la télévision dans l'émission «Clube do Rock», de Rede Tupi, Roberto Carlos passe un accord avec le producteur Carlos Imperial (en) pour une apparition en solo la semaine suivante. Maia était dégoûtée et a commencé à maudire son collègue lors des répétitions suivantes, ce qui a conduit Roberto à quitter le groupe. Donc mettre fin au groupe.[réf. nécessaire].

### Jovem Guardaet consolidation du succès
Roberto Carlos a été invité à présenter, de 1961 à 1969, le programme Jovem Guarda le dimanche, sur TV Record, aux côtés d'Erasmo Carlos et de Wanderléa. Le programme est généralement considéré comme à l'origine de la grande popularité au Brésil d'un mouvement musical et culturel initialement appelé « Iê-iê-iê » et plus tard aussi « Jovem Guarda ».

### Du rock au romantisme
Les années 1970 marqueront la fin de Jovem Guarda et tout comme Elvis Presley, Roberto Carlos commence sa carrière de chanteur de musique romantique. Le chanteur devient le chanteur le plus populaire et le plus célèbre des années 1970 au Brésil, il était le plus grand vendeur de disques du pays.
Le tube français de Joe Dassin Bip bip Bip bip est une version du succès O Calhambeque de Roberto Carlos.

### Vie privée
En 1968, Roberto Carlos se marie à Santa Cruz de la Sierra (Bolivie) avec Cleonice Rossi. Cleonice est la mère de Roberto Carlos Segundo, et Luciana, née en 1971. En 1979, le mariage avec Cleonice prend fin. Il se marie en secondes noces avec l'actrice Myrian Rios, mariage de onze ans sans enfants.
En 1996, le chanteur épouse la pédagogue Maria Rita Simões qui ne voulait pas avoir d'enfants. En 1998, Maria Rita reçoit un diagnostic de cancer généralisé et décède en décembre 1999.

## Discographie
En plus de 50 ans de carrière, Roberto Carlos a sorti un total de 41 albums inédits.

### Albums studio
- Louco por Você[7] - 1961
- Splish Splash[8] -  1963
- Proibido Fumar - 1964
- Roberto Carlos Canta para a Juventude - 1965
- Jovem Guarda - 1965
- Roberto Carlos - 1966
- Roberto Carlos em Ritmo de Aventura - 1967
- O Inimitável - 1968
- Roberto Carlos - 1969
- Roberto Carlos - 1970
- Roberto Carlos - 1971
- Roberto Carlos - 1972
- Roberto Carlos - 1973
- Roberto Carlos - 1974
- Roberto Carlos - 1975
- Roberto Carlos - 1976
- Roberto Carlos - 1977
- Roberto Carlos - 1978
- Roberto Carlos - 1979
- Roberto Carlos - 1980
- Roberto Carlos - 1981
- Roberto Carlos - 1982
- Roberto Carlos - 1983
- Roberto Carlos - 1984
- Roberto Carlos - 1985
- Roberto Carlos - 1986
- Roberto Carlos - 1987
- Roberto Carlos - 1988
- Roberto Carlos - 1989
- Roberto Carlos - 1990
- Roberto Carlos - 1991
- Roberto Carlos - 1992
- Roberto Carlos - 1993
- Roberto Carlos - 1994
- Roberto Carlos - 1995
- Roberto Carlos - 1996
- Roberto Carlos - 1998
- Amor sem Limite - 2000
- Pra Sempre - 2003
- Roberto Carlos - 2005

### Albums espagnols, anglais et italiens
- Roberto Carlos canta a la juventud - 1965
- Canzoni Per Te - 1968
- Canta En español (El Gato Que Esta Triste y Azul) - 1972
- El Dia Que Me Quieras (Actitudes) - 1974
- Quiero Verte a Mi Lado - 1975
- Tu Cuerpo - 1976
- Roberto Carlos en Español - 1977
- Roberto Carlos (Roberto Carlos Canta En Castellano ) - 1978
- Mi Querido, Vi Vejo, Mi Amigo - 1980
- Roberto Carlos – Canta en Ingles Navegando- 1980[9]
- Roberto Carlos en Castellano (Amante a la Antigua) - 1981
- Roberto Carlos - 1982
- Roberto Carlos (Amiga) - 1983
- Roberto Carlos - 1984
- Roberto Carlos - 1985
- Roberto Carlos - 1986
- Roberto Carlos - 1987
- Nuestro Amor - 1987
- Volver (Roberto Carlos 88') - 1988
- Sonríe - 1989
- Pájaro Herido - 1990
- Roberto Carlos (Super Heroe) - 1991
- Inolvidables - 1993
- Canciones que amo - 1997
- Amor Sin Límite - 2018

### Albums en direct
- Roberto Carlos Ao Vivo - 1988
- Acústico MTV - 2001
- Roberto Carlos - 2002
- Pra Sempre Ao Vivo - 2004
- Duetos - 2006
- Roberto Carlos En Vivo - 2008
- Roberto Carlos e Caetano Veloso e a Música de Tom Jobim - 2008
- Elas Cantam Roberto Carlos - 2009
- Emoções Sertanejas - 2010
- Roberto Carlos em Jerusalém - 2012
- Duetos 2 - 2014
- Roberto Carlos em Las Vegas - 2015
- Primera Fila: Abbey Road - Versões Espanhol + Português - 2015

### Singles
| An   | Chanson | Album                                                   |
| ---- | --- | ------------------------------------------------------- |
| 1959 | João e Maria | Roberto Carlos (Compacto de 1959)                       |
| 1960 | Brotinho Sem Juízo | Roberto Carlos (Compacto de 1960)                       |
| 1961 | Louco Por Você | Louco por Você (pt) (Primeiro Álbum em 1961)            |
| 1962 | Fim de Amor | Roberto Carlos (1º Compacto de 1962)                    |
| 1962 | Malena | Roberto Carlos (1º Compacto de 1962)                    |
| 1962 | Susie | Roberto Carlos (2° Compacto de 1962)                    |
| 1962 | Triste e Abandonado | Roberto Carlos (2° Compacto de 1962)                    |
| 1963 | Splish Splash | Splish Splash (álbum) (pt)                              |
| 1963 | Parei na Contramão | Splish Splash (álbum) (pt)                              |
| 1964 | Oração de Um Triste | Splish Splash (álbum) (pt)                              |
| 1964 | Quero Me Casar Contigo | Splish Splash (álbum) (pt)                              |
| 1964 | É Proibido Fumar | É Proibido Fumar (pt)                                   |
| 1964 | Um Leão Está Solto nas Ruas | É Proibido Fumar (pt)                                   |
| 1964 | O Calhambeque | É Proibido Fumar (pt)                                   |
| 1964 | Minha História De Amor | É Proibido Fumar (pt)                                   |
| 1964 | Nasci Para Chorar | É Proibido Fumar (pt)                                   |
| 1965 | História de Um Homem Mau | Roberto Carlos Canta para a Juventude (pt)              |
| 1965 | A Garota do Baile | Roberto Carlos Canta para a Juventude (pt)              |
| 1965 | Aquele beijo que te dei | Roberto Carlos Canta para a Juventude (pt)              |
| 1965 | Parei... Olhei | Roberto Carlos Canta para a Juventude (pt)              |
| 1965 | Não Quero Ver Você Triste | Roberto Carlos Canta para a Juventude (pt)              |
| 1965 | Quero que Vá Tudo pro Inferno | Jovem Guarda (álbum) (pt)                               |
| 1965 | Pega Ladrão | Jovem Guarda (álbum) (pt)                               |
| 1965 | Escreva uma carta meu amor | Jovem Guarda (álbum) (pt)                               |
| 1965 | Lobo Mau | Jovem Guarda (álbum) (pt)                               |
| 1966 | Mexerico da Candinha | Jovem Guarda (álbum) (pt)                               |
| 1966 | Eu Te Darei o Céu | Roberto Carlos                                          |
| 1966 | Nossa Canção | Roberto Carlos                                          |
| 1966 | Esqueça | Roberto Carlos                                          |
| 1966 | É Papo Firme | Roberto Carlos                                          |
| 1967 | Namoradinha de Um Amigo Meu | Roberto Carlos                                          |
| 1967 | Negro Gato | Roberto Carlos                                          |
| 1967 | Eu Sou Terrível | Roberto Carlos Em Ritmo de Aventura (pt)                |
| 1967 | Quando | Roberto Carlos Em Ritmo de Aventura (pt)                |
| 1967 | Como É Grande O Meu Amor Por Você | Roberto Carlos Em Ritmo de Aventura (pt)                |
| 1967 | Por Isso Eu Corro Demais | Roberto Carlos Em Ritmo de Aventura (pt)                |
| 1967 | Só Vou Gostar de Quem Gosta de Mim                                                                                                   | Roberto Carlos Em Ritmo de Aventura (pt)                |
| 1967 | Maria, Carnaval e Cinzas | San Remo 1968 (pt)                                      |
| 1967 | Eu Daria a Minha Vida | San Remo 1968 (pt)                                      |
| 1968 | Eu Te Amo, Te Amo, Te Amo | O Inimitável (pt)                                       |
| 1968 | As Canções que Você Fez pra Mim | O Inimitável (pt)                                       |
| 1968 | Se Você Pensa | O Inimitável (pt)                                       |
| 1968 | Ciúme de Você | O Inimitável (pt)                                       |
| 1968 | E não Vou Mais Deixar Você Tão Só | O Inimitável (pt)                                       |
| 1969 | Eu Disse Adeus | San Remo 1968 (pt)                                      |
| 1969 | As Curvas da Estrada de Santos | Roberto Carlos (álbum de 1969)                          |
| 1969 | Sua Estupidez | Roberto Carlos (álbum de 1969)                          |
| 1969 | As Flores do Jardim da Nossa Casa | Roberto Carlos (álbum de 1969)                          |
| 1970 | Não Vou Ficar | Roberto Carlos (álbum de 1969)                          |
| 1970 | 120... 150... 200 Km Por Hora | Roberto Carlos (álbum de 1970)                          |
| 1970 | Jesus Cristo | Roberto Carlos (álbum de 1970)                          |
| 1970 | O Astronauta | Roberto Carlos (álbum de 1970)                          |
| 1970 | Ana | Roberto Carlos (álbum de 1970)                          |
| 1971 | Detalhes | Roberto Carlos (álbum de 1971)                          |
| 1971 | Debaixo dos Caracóis dos Seus Cabelos                                                                                                | Roberto Carlos (álbum de 1971)                          |
| 1971 | Amada Amante | Roberto Carlos (álbum de 1971)                          |
| 1971 | Todos Estão Surdos | Roberto Carlos (álbum de 1971)                          |
| 1971 | Como Dois e Dois | Roberto Carlos (álbum de 1971)                          |
| 1972 | Un Gatto Nel Blu | San Remo 1968 (pt)                                      |
| 1972 | Como Vai Você | Roberto Carlos (álbum de 1972)                          |
| 1972 | A Montanha | Roberto Carlos (álbum de 1972)                          |
| 1972 | A Distância | Roberto Carlos (álbum de 1972)                          |
| 1972 | Quando as Crianças Saírem de Férias                                                                                                  | Roberto Carlos (álbum de 1972)                          |
| 1972 | Agora Eu Sei | Roberto Carlos (álbum de 1972)                          |
| 1972 | O divã | Roberto Carlos (álbum de 1972)                          |
| 1972 | Por Amor | Roberto Carlos (álbum de 1972)                          |
| 1973 | A Cigana | Roberto Carlos (álbum de 1973)                          |
| 1973 | O Homem | Roberto Carlos (álbum de 1973)                          |
| 1973 | Rotina | Roberto Carlos (álbum de 1973)                          |
| 1973 | Proposta | Roberto Carlos (álbum de 1973)                          |
| 1973 | O Show Já Terminou | Compacto de 1973 San Remo 1968 (pt)                     |
| 1973 | Sonho Lindo | Compacto de 1973 San Remo 1968 (pt)                     |
| 1974 | O Portão | Roberto Carlos (álbum de 1974)                          |
| 1974 | Eu Quero Apenas | Roberto Carlos (álbum de 1974)                          |
| 1974 | É Preciso Saber Viver | Roberto Carlos (álbum de 1974)                          |
| 1975 | Além do Horizonte | Roberto Carlos (álbum de 1975)                          |
| 1975 | O Quintal do Vizinho | Roberto Carlos (álbum de 1975)                          |
| 1975 | Olha | Roberto Carlos (álbum de 1975)                          |
| 1975 | Testardo Io | Álbum Italiano de 1975                                  |
| 1976 | Canzone Per Te | San Remo 1968 (pt)                                      |
| 1976 | Ilegal, Imoral Ou Engorda | Roberto Carlos (álbum de 1976)                          |
| 1976 | Você em Minha Vida... | Roberto Carlos (álbum de 1976)                          |
| 1976 | O Progresso | Roberto Carlos (álbum de 1976)                          |
| 1976 | Os Seus Botões | Roberto Carlos (álbum de 1976)                          |
| 1977 | Amigo | Roberto Carlos (álbum de 1977)                          |
| 1977 | Falando Sério | Roberto Carlos (álbum de 1977)                          |
| 1977 | Cavalgada | Roberto Carlos (álbum de 1977)                          |
| 1977 | Não se Esqueça de Mim | Roberto Carlos (álbum de 1977)                          |
| 1977 | Ternura | Roberto Carlos (álbum de 1977)                          |
| 1977 | Outra Vez | Roberto Carlos (álbum de 1977)                          |
| 1978 | Força Estranha | Roberto Carlos (álbum de 1978)                          |
| 1978 | Café da Manhã | Roberto Carlos (álbum de 1978)                          |
| 1978 | Vivendo por Viver | Roberto Carlos (álbum de 1978)                          |
| 1978 | Lady Laura | Roberto Carlos (álbum de 1978)                          |
| 1979 | Na paz do seu sorriso | Roberto Carlos (álbum de 1979)                          |
| 1979 | Desabafo | Roberto Carlos (álbum de 1979)                          |
| 1979 | O Ano Passado | Roberto Carlos (álbum de 1979)                          |
| 1979 | Meu querido, meu velho, meu amigo | Roberto Carlos (álbum de 1979)                          |
| 1980 | A guerra dos meninos | Roberto Carlos (álbum de 1980)                          |
| 1980 | Amante à moda antiga | Roberto Carlos (álbum de 1980)                          |
| 1980 | Não se afaste de mim | Roberto Carlos (álbum de 1980)                          |
| 1980 | O gosto de tudo | Roberto Carlos (álbum de 1980)                          |
| 1981 | Emoções | Roberto Carlos (álbum de 1981)                          |
| 1981 | Cama e mesa | Roberto Carlos (álbum de 1981)                          |
| 1981 | As baleias | Roberto Carlos (álbum de 1981)                          |
| 1981 | Tudo pára | Roberto Carlos (álbum de 1981)                          |
| 1982 | Ele está pra chegar | Roberto Carlos (álbum de 1981)                          |
| 1982 | Fera ferida | Roberto Carlos (álbum de 1982)                          |
| 1982 | Fim de semana | Roberto Carlos (álbum de 1982)                          |
| 1982 | Amiga (part. Maria Bethânia) | Roberto Carlos (álbum de 1982)                          |
| 1982 | Meus amores da televisão | Roberto Carlos (álbum de 1982)                          |
| 1983 | O Côncavo e o Convexo | Roberto Carlos (álbum de 1983)                          |
| 1983 | Estou Aqui | Roberto Carlos (álbum de 1983)                          |
| 1983 | O amor é a moda | Roberto Carlos (álbum de 1983)                          |
| 1984 | Caminhoneiro | Roberto Carlos (álbum de 1984)                          |
| 1984 | Aleluia | Roberto Carlos (álbum de 1984)                          |
| 1984 | Eu te amo (And I Love Her) | Roberto Carlos (álbum de 1984)                          |
| 1984 | Eu e ela | Roberto Carlos (álbum de 1984)                          |
| 1985 | Verde e amarelo | Roberto Carlos (álbum de 1985)                          |
| 1985 | De coração pra coração | Roberto Carlos (álbum de 1985)                          |
| 1986 | Amor Perfeito | Roberto Carlos (álbum de 1986)                          |
| 1986 | Apocalipse | Roberto Carlos (álbum de 1986)                          |
| 1986 | Do fundo do meu coração | Roberto Carlos (álbum de 1986)                          |
| 1987 | Águia Dourada | Roberto Carlos (álbum de 1987)                          |
| 1987 | O Careta | Roberto Carlos (álbum de 1987)                          |
| 1988 | Papo De Esquina (part. Erasmo Carlos)                                                                                                | Roberto Carlos (álbum de 1988)                          |
| 1988 | Se o Amor se Vai | Roberto Carlos (álbum de 1988)                          |
| 1988 | Se Diverte e Já Não Pensa em Mim | Roberto Carlos (álbum de 1988)                          |
| 1989 | Se você disser que não me ama | Roberto Carlos (álbum de 1988)                          |
| 1989 | Como as Ondas no Mar | Roberto Carlos (álbum de 1988)                          |
| 1989 | Pássaro Ferido | Roberto Carlos (álbum de 1989)                          |
| 1989 | Amazônia | Roberto Carlos (álbum de 1989)                          |
| 1990 | O Meu Ciúme | Roberto Carlos (álbum de 1990)                          |
| 1990 | Por Ela | Roberto Carlos (álbum de 1990)                          |
| 1990 | Super Herói | Roberto Carlos (álbum de 1990)                          |
| 1991 | Como as Ondas Voltam Para o Mar | Roberto Carlos (álbum de 1990)                          |
| 1991 | Pergunte Pro Seu Coração | Roberto Carlos (álbum de 1991)                          |
| 1992 | Todas as manhãs | Roberto Carlos (álbum de 1991)                          |
| 1992 | Se Você Quer | Roberto Carlos (álbum de 1991)                          |
| 1992 | Luz Divina | Roberto Carlos (álbum de 1991)                          |
| 1992 | Dito e Feito | Roberto Carlos (álbum de 1992)                          |
| 1993 | Você é Minha | Roberto Carlos (álbum de 1992)                          |
| 1993 | Nossa Senhora | Roberto Carlos (álbum de 1993)                          |
| 1993 | Coisa Bonita | Roberto Carlos (álbum de 1993)                          |
| 1994 | O Velho Caminhoneiro | Roberto Carlos (álbum de 1993)                          |
| 1994 | Obsessão | Roberto Carlos (álbum de 1993)                          |
| 1994 | Alô | Roberto Carlos (álbum de 1994)                          |
| 1994 | O Taxista | Roberto Carlos (álbum de 1994)                          |
| 1995 | Jesus Salvador | Roberto Carlos (álbum de 1994)                          |
| 1995 | Quero lhe falar do meu amor | Roberto Carlos (álbum de 1994)                          |
| 1995 | Amigo não chore por ela | Roberto Carlos (álbum de 1995)                          |
| 1996 | Quando eu quero falar com Deus | Roberto Carlos (álbum de 1995)                          |
| 1996 | O charme dos seus óculos | Roberto Carlos (álbum de 1995)                          |
| 1996 | Mulher de 40 | Roberto Carlos (álbum de 1996)                          |
| 1996 | Cheirosa | Roberto Carlos (álbum de 1996)                          |
| 1996 | O terço | Roberto Carlos (álbum de 1996)                          |
| 1997 | Assunto Predileto | Roberto Carlos (álbum de 1996)                          |
| 1997 | Tem coisas que a gente não tira do coração                                                                                           | Roberto Carlos (álbum de 1996)                          |
| 1997 | Coração De Jesus | Canciones Que Amo (pt)                                  |
| 1998 | Vê Se Volta Pra Mim | Roberto Carlos (álbum de 1998)                          |
| 1998 | Eu Te Amo Tanto | Roberto Carlos (álbum de 1998)                          |
| 1999 | Todas As Nossas Senhoras | Grandes Sucessos (álbum de Roberto Carlos)              |
| 2000 | Amor Sem Limite | Amor sem Limite (pt) (álbum de Roberto Carlos)          |
| 2000 | O grande amor da minha vida | Amor sem Limite (pt) (álbum de Roberto Carlos)          |
| 2001 | Todos estão surdos (acústico) | Acústico MTV (pt)                                       |
| 2001 | Eu Te Amo, Te Amo, Te Amo (acústico)                                                                                                 | Acústico MTV (pt)                                       |
| 2002 | Seres Humanos | Roberto Carlos (álbum de 2002) e Pra Sempre             |
| 2003 | Pra sempre | Pra Sempre (pt)                                         |
| 2004 | Amor Perfeito | Pra Sempre (pt)                                         |
| 2005 | A Volta | Pra Sempre Ao Vivo e Esse Cara Sou Eu                   |
| 2005 | Índia | Roberto Carlos (álbum de 2005)                          |
| 2006 | Promessa | Roberto Carlos (álbum de 2005)                          |
| 2006 | Arrasta Uma Cadeira (part.Chitãozinho & Xororó)                                                                                      | Roberto Carlos (álbum de 2005)                          |
| 2006 | Se Eu Não Te Amasse Tanto Assim (part.Ivete Sangalo)                                                                                 | Duetos (pt)                                             |
| 2008 | Wave (part. Caetano Veloso) | Roberto Carlos e Caetano Veloso e a Música de Tom Jobim |
| 2009 | Tereza da Praia (part. Caetano Veloso)                                                                                               | Roberto Carlos e Caetano Veloso e a Música de Tom Jobim |
| 2009 | A Mulher Que Eu Amo | Esse Cara Sou Eu (pt)                                   |
| 2012 | Esse Cara Sou Eu (canção) | Esse Cara Sou Eu (pt)                                   |
| 2012 | Furdúncio | Esse Cara Sou Eu (pt)                                   |
| 2013 | Se Você Pensa (Remix) | Remixed (EP de Roberto Carlos)                          |
| 2014 | Cartas de Amor (Love Letters) | Apenas Single                                           |
| 2015 | Eu Te Amo, Te Amo, Te Amo (2015) | Primera Fila (álbum de Roberto Carlos)                  |
| 2016 | Chegaste (com Jennifer Lopez) | Roberto Carlos - EP                                     |
| 2017 | Sereia | Roberto Carlos - EP                                     |
| 2017 | Que Yo Te Vea | Apenas Single                                           |
| 2018 | Que yo te vea Esa Mujer Regreso Llegaste Cuando digo que te amo Luz Divina Comandante de tu corazón Mujer de 40 Essa Mulher Chegaste | Amor Sin Limite                                         |

## Filmographie
- 1968 - Roberto Carlos em Ritmo de Aventura[12] (Roberto Farias)
- 1970 - Roberto Carlos e o Diamante Cor-de-Rosa[13] (Roberto Farias)
- 1971 - Roberto Carlos a 300km por Hora[14] (Roberto Farias)

Actionnariat
- 1968 -  Chimera  (Ettore Maria Fizzarotti)
- 1971 - Som Alucinante (Guga de Oliveira)
- 1971 - Saravá, Brasil dos Mil Espíritos (Miguel Schneider)
- 2007 - Person (Marina Person)
- 2008 - Paulo Gracindo - O Bem Amado (Gracindo Júnior)
- 2009 - Alô, Alô, Terezinha! (Nelson Hoineff)
- 2010 - Uma Noite em 67 (Renato Terra e Ricardo Calil)
- 2011 - Rádio Nacional (Paulo Roscio)
- 2015 - Tim Maia - Vale o Que Vier (Mauro Lima)
- 2016 - Eu Sou Carlos Imperial (Renato Terra e Ricardo Calil)

Figuration
- 1958 - Aguenta o Rojão (Watson Macedo)
- 1958 - Alegria de Viver (Watson Macedo)
- 1958 - Minha Sogra é da Policia (Aloísio de Carvalho)
- 1961 - Esse Rio que Eu Amo (Carlos Hugo Christensen)